# Hrvaška kopenska vojska
Hrvaška kopenska vojska (izvirno hrvaško Hrvatska kopnena vojska, tudi le Hrvatska vojska) je kopenska komponenta Oboroženih sil Republike Hrvaške.
Glavna namena Hrvaške kopenske vojske sta: zaščita nacionalnih interesov države ter zaščita suverenosti in teritorialne celovitosti Republike Hrvaške.
Osnovne naloge Hrvaške kopenske vojske so: 
- vzdrževanje optimalne stopnje bojne pripravljenosti,
- bojevanje proti glavni sili morebitnega napadalca na strateško-operativni ravni ter obramba proti vsem kopenskim, zračnim in amfibicijskim napadom,
- v sodelovanju z drugimi vejami Oboroženih sil Republike Hrvaške preprečiti sovražniku globinski prodor v notranjost Hrvaške,
- razviti in omogočiti sposobnost odgovora na netradicionalne naloge, ki se zahtevajo za Hrvaško kopensko vojsko (poplave, požare, naravne nesreče,...) in
- pomoč zavetniškim in prijateljskim državam.

## Trenutna struktura
- Poveljstvo Hrvaške kopenske vojske (Karlovec)[2]

- Dom poveljstva
- Oklepna gardna brigada (Vinkovci)
- Motorizirana gardna brigada (Knin)
- Polk vojaške policije
- Polk za zveze
- Vojaško-obveščevalni bataljon
- Bataljon RKBO
- Poveljstvo za usposabljanje in doktrino Hrvaške kopenske vojske